# Brian Muir
Brian Muir (ur. 30 czerwca 1931 roku w Hurstbridge, zm. 11 września 1983 roku) – australijski kierowca wyścigowy.

## Kariera
Muir rozpoczął karierę w międzynarodowych wyścigach samochodowych w 1960 roku od startu w klasie C wyścigu Armstrong 500, w którym uplasował się na piątej pozycji. W późniejszych latach Australijczyk pojawiał się także w stawce Australian Touring Car Championship, 24-godzinnego wyścigu Le Mans, British Saloon Car Championship, European Touring Car Championship, World Sports-Prototype Championship, Hardie-Ferodo 500, German Racing Championship, British Touring Car Championship, Hardie-Ferodo 1000 oraz SMMT Motor Show Trophy.

## Wyniki w 24h Le Mans
| Rok  | Zespół                           | Nadwozie        | Partnerzy                       | Wynik |
| ---- | -------------------------------- | --------------- | ------------------------------- | ----- |
| 1966 | Alan Mann Racing Ltd.            | Ford GT40 Mk.II | Graham Hill                     | 34 NU |
| 1967 | John Wyer Automotive Engineering | Mirage M1       | Jacky Ickx                      | 47 NU |
| 1968 | John Wyer Automotive Engineering | Ford GT40       | Jackie Oliver                   | 51 NU |
| 1976 | Team Brock                       | BMW 3.5CSL      | Peter Brock Jean-Claude Aubriet | 31 NU |